# Liste der Gemeindeteile der kreisfreien Stadt Bayreuth
Die Liste der Gemeindeteile der kreisfreien Stadt Bayreuth listet die 74 amtlich benannten Gemeindeteile (Hauptorte, Kirchdörfer, Pfarrdörfer, Dörfer, Weiler und Einöden) in der kreisfreien Stadt Bayreuth auf.

## Systematische Liste
- Hauptort Bayreuth;
- Pfarrdörfer Laineck, Meyernberg, Saas und Sankt Johannis;
- Dörfer Aichig, Destuben, Dörnhof, Eremitenhof, Oberkonnersreuth, Oberobsang, Oberpreuschwitz, Oschenberg, Rödensdorf, Rodersberg, Seulbitz, Wendelhöfen, Wolfsbach und Wunau;
- Siedlung Schießhaus;
- Orte Geiersnest, Hornsröth, Mooshügel, Rollwenzelei und Wundersgut;
- Weiler Bauerngrün, Colmdorf, Eichelberg, Frankengut, Friedrichsthal, Fürsetz, Geigenreuth, Hölzleinsmühle, Karolinenreuth, Laimbach, Meyernreuth, Oberthiergarten, Riedelsgut, Schlehenberg, Schupfenschlag, Spinnerei, Teufelsgraben, Thiergarten, Untere Röth und Unterpreuschwitz;
- Einöden Bauernhöfen, Bodenmühle, Grunau, Grunauermühle, Heinersberg, Hermannshof, Hohlmühle, Hussengut, Juchhöh, Karolinenhöhe, Kreuzstein, Krodelsberg, Krugshof, Letten, Lohe, Obere Röth, Opelsgut, Pfaffenfleck, Plantage, Pudermühle, Püttelshof, Römerleithen, Römersberg, Schlehenmühle, Sorgenflieh, Walkmühle, Weiherhaus und Wiesen
- Schloss Eremitage.

## Alphabetische Liste
In Fettschrift erscheinen die Orte, die namengebend für die Gemeinde sind.

### A
- Aichig

### B
- Bauerngrün
- Bauernhöfen
- Bayreuth
- Bodenmühle

### C
- Colmdorf

### D
- Destuben
- Dörnhof

### E
- Eichelberg
- Eremitage
- Eremitenhof

### F
- Frankengut
- Friedrichsthal
- Fürsetz

### G
- Geiersnest
- Geigenreuth
- Grunau
- Grunauermühle

### H
- Heinersberg
- Hermannshof
- Hohlmühle
- Hölzleinsmühle
- Hornsröth
- Hussengut

### J
- Juchhöh

### K
- Karolinenhöhe
- Karolinenreuth
- Kreuzstein
- Krodelsberg
- Krugshof

### L
- Laimbach
- Laineck
- Letten
- Lohe

### M
- Meyernberg
- Meyernreuth
- Mooshügel

### O
- Obere Röth
- Oberkonnersreuth
- Oberobsang
- Oberpreuschwitz
- Oberthiergarten
- Opelsgut
- Oschenberg

### P
- Pfaffenfleck
- Plantage
- Pudermühle
- Püttelshof

### R
- Riedelsgut
- Rödensdorf
- Rodersberg
- Rollwenzelei
- Römerleithen
- Römersberg

### S
- Saas
- Sankt Johannis
- Schießhaus
- Schlehenberg
- Schlehenmühle
- Schupfenschlag
- Seulbitz
- Sorgenflieh
- Spinnerei

### T
- Teufelsgraben
- Thiergarten

### U
- Untere Röth
- Unterpreuschwitz

### W
- Walkmühle
- Weiherhaus
- Wendelhöfen
- Wiesen
- Wolfsbach
- Wunau
- Wundersgut

| ↑ Zurück zum Inhaltsverzeichnis |